# Le Rêve (Dalí)
Pour les articles homonymes, voir Le Rêve.
Le Rêve est un tableau réalisé par Salvador Dalí. Cette huile sur toile surréaliste est conservée au Cleveland Museum of Art, aux États-Unis.
La date de réalisation du tableau, non signé et non daté, est souvent placée en 1931, cependant la fondation Gala-Salvador Dalí émet des réserves sur cette datation, citant « certains éléments iconographiques [entretenant] des liens évidents avec ceux des peintures de 1930 », et préfère le dater c. 1930.